# Visitenkartenparty
Eine Visitenkartenparty ist eine Networking-Veranstaltung zur branchenübergreifenden Kontaktaufnahme zwischen Geschäftsleuten. Die Veranstaltung richtet sich vornehmlich an kleine und mittlere Unternehmen und bietet den Teilnehmern eine Plattform für Kundengewinnung, Kooperationsgespräche und Austausch von Erfahrungen. Die Veranstaltungen findet deutschlandweit statt, die Teilnehmerzahlen bewegen sich pro Veranstaltung zwischen 60 und 120 Gästen.
Die Idee einer Visitenkartenparty ist in den USA entstanden. In Deutschland gibt es diese Art der Veranstaltung in verschiedenen Formen seit fast zwanzig Jahren, vorwiegend aber im Rahmen einer Mitgliedschaft von Verbänden oder mit Beschränkung auf Branchen oder Geschlecht.
Es gibt unterschiedliche Arten von Visitenkartenparties in Deutschland. Bei den meisten Partys registriert man sich vorher auf einer Webseite, dort füllt man dann ein Profil über sein Unternehmen aus, diese Profile werden entweder am Abend der Veranstaltung ausgehängt oder auch in einem Heft veröffentlicht. Dies ermöglicht es den Teilnehmern, mehr Informationen zu den anderen Teilnehmern zu erhalten. Manche Veranstaltungen haben zusätzlich noch Vorträge am Abend oder auch verschiedene Kennenlernspiele. Der Eintritt reicht von kostenfrei bis 50 Euro je nach Veranstalter.